# 国道5号
国道5号（こくどう5ごう）は、北海道函館市から後志地方を経由して、札幌市中央区に至る一般国道である。北海道では唯一の一桁国道である。

## 概要
函館市 - 山越郡長万部町間では北海道縦貫自動車道、寿都郡黒松内町 - 札幌市間では北海道横断自動車道のルートがこの道路に並行しており、函館市 - 亀田郡七飯町間（函館新道）、茅部郡森町 - 山越郡長万部町間（道央自動車道）、寿都郡黒松内町（黒松内新道）、余市郡余市町 - 小樽市間（後志自動車道）、小樽市 - 札幌市間（札樽自動車道）でそれぞれ供用している。なお、このルートは函館市 - 札幌市間の最短経路ではなく、途中、山越郡長万部町から札幌市まで国道230号を利用するルートが最短となる。

### 路線データ

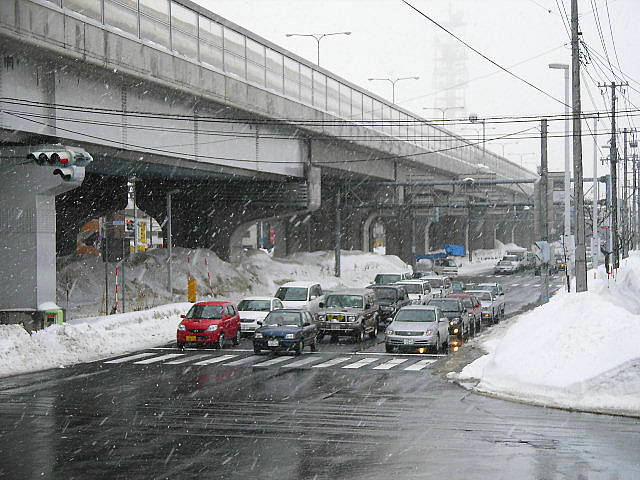
高架の札樽自動車道と並走する国道5号（札幌市北区）

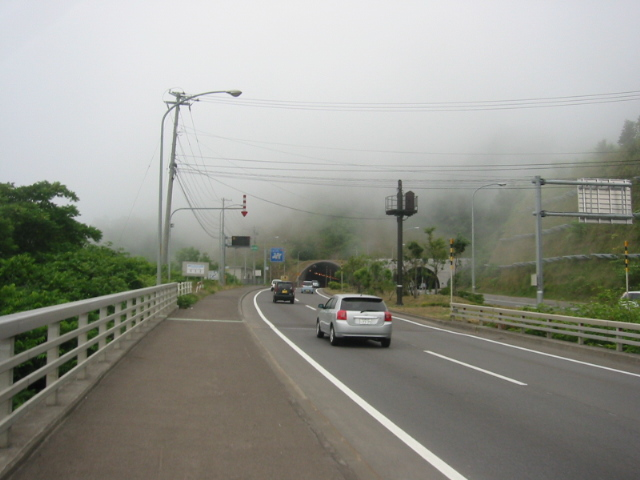
小樽市、張碓トンネル手前（札幌方向）

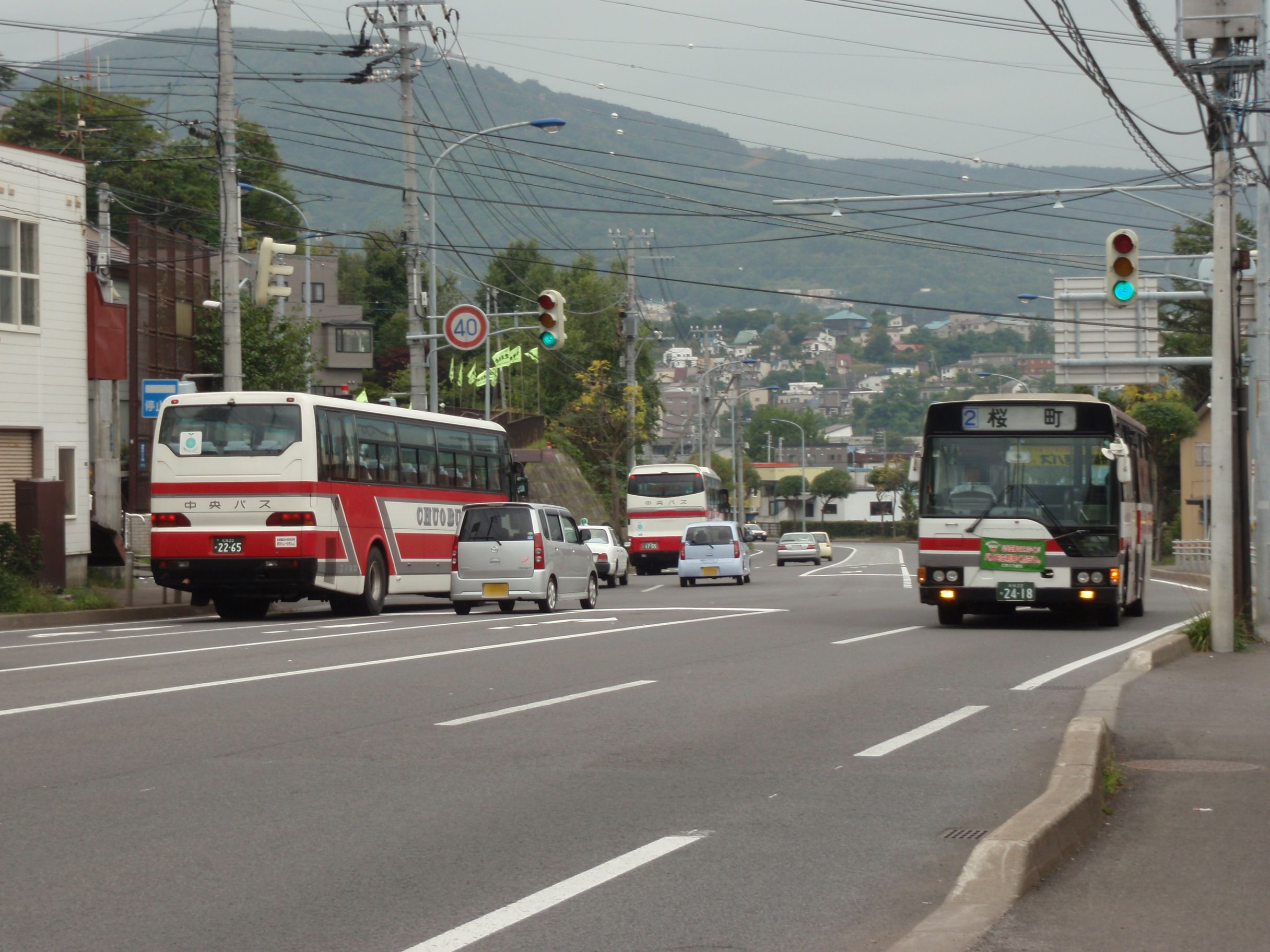
小樽市内、潮見台バス停付近（函館方向）

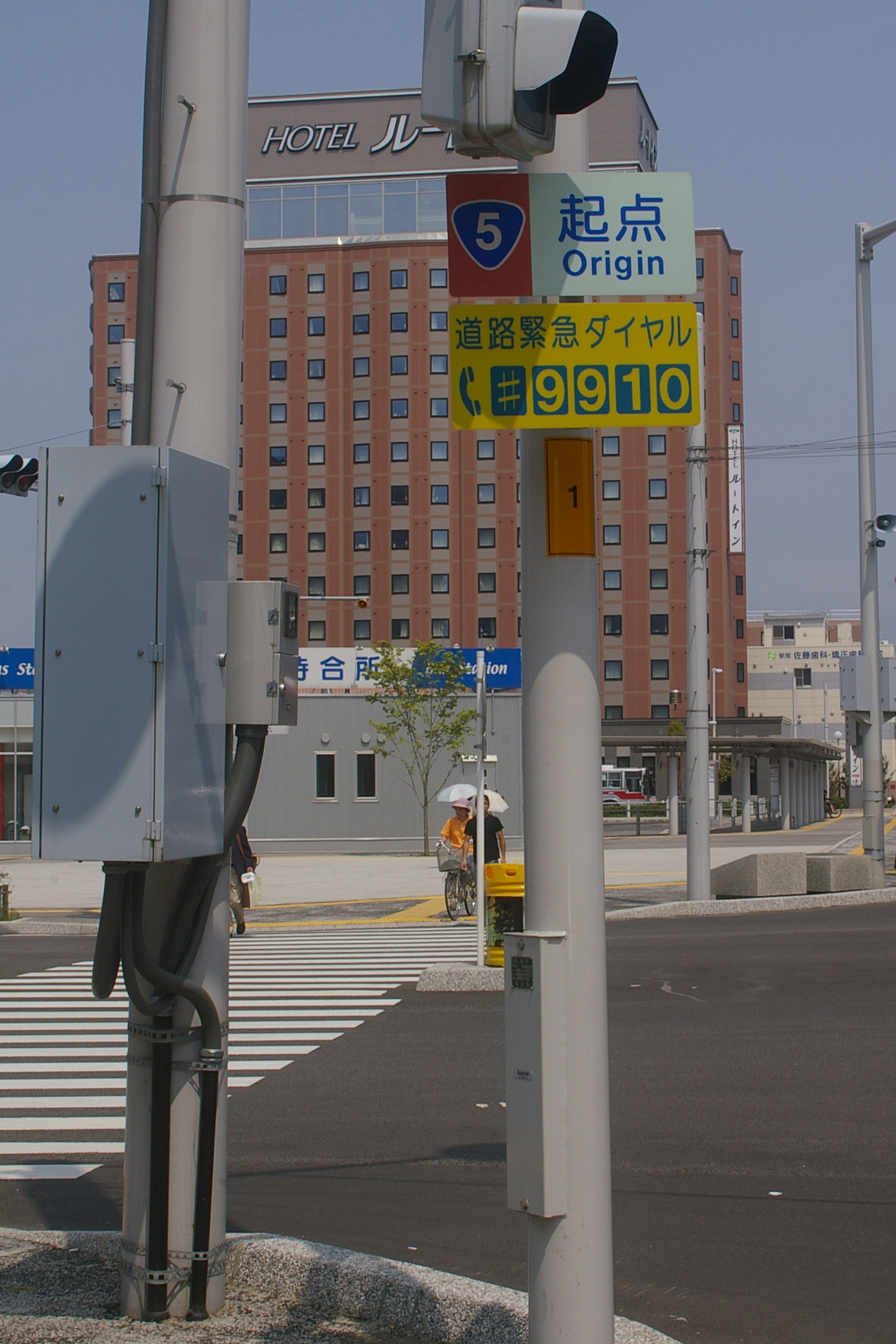
国道5号起点標識（函館市内）

一般国道の路線を指定する政令に基づく起終点および重要な経過地は次のとおり。
- 起点：函館市（若松町16番7[2]、JR函館駅前交差点 = 国道278号・国道279号起点）
- 終点：札幌市（中央区北1条東1丁目2番5[2]、北1条橋 = 国道12号交点）
- 重要な経過地：北海道茅部郡森町、同道山越郡八雲町、同郡長万部町、同道虻田郡倶知安町、同道岩内郡共和町、同道余市郡余市町、小樽市
- 総延長 : 301.0 km（北海道 282.0 km、札幌市 19.0 km）[3][注釈 2]
- 重用延長 : なし[3][注釈 2]
- 実延長 : 301.0 km（北海道 282.0 km、札幌市 19.0 km）[3][注釈 2]
  - 現道 : 282.6 km（北海道 263.6 km、札幌市 19.0 km）[3][注釈 2]
  - 旧道 : なし[3][注釈 2]
  - 新道 : 18.4 km（北海道 18.4 km、札幌市 - km）[3][注釈 2]
- 指定区間：全線

### 管轄
- 函館開発建設部
  - 函館道路事務所 : 函館市若松町（函館駅前起点） - 七飯町・森町界
  - 八雲道路事務所 : 七飯町・森町界 - 長万部町・黒松内町界
- 小樽開発建設部
  - 倶知安道路事務所 : 長万部町・黒松内町界 - 倶知安町・共和町界
  - 岩内道路事務所 : 倶知安町・共和町界 - 共和町・仁木町界
  - 小樽道路事務所 : 共和町・仁木町界 - 小樽市・札幌市手稲区界
- 札幌開発建設部
  - 札幌道路事務所 : 小樽市・札幌市手稲区界 - 札幌市中央区北1条東1丁目（北1西1・大通東1終点）

## 歴史
- 1873年（明治6年） - 函館 - 札幌間の新道が完成。同年11月5日の太政官布告第364号により同新道は札幌本道（さっぽろほんどう）と定められた。

札幌本道は、北海道開拓に最も重要な路線として日本初の本格的な長距離馬車道として建設されたもので、国道5号の起源にあたる。函館から森まで現・国道5号、森から室蘭までは航路、室蘭から札幌まで現・国道36号のルートをとるものであった。
- 1885年（明治18年） - 内務省告示第6号「國道表」で國道42号「東京より札幌県に達する路線」に指定された（函館までは國道6号（現在の国道4号）と重複）。
- 1907年（明治40年）5月13日 - 國道42号のルートが変更され、國道42号は現在の国道5号のルートとなった。（改正後の國道表）
- 1920年（大正9年）施行の旧道路法に基づく路線認定では、旧・國道42号が國道4号「東京市より北海道庁所在地に達する路線」（現在の国道4号・国道5号）となった。
- 1952年（昭和27年）12月4日 - 新道路法に基づく路線指定で、旧・國道4号のうちの北海道内の区間（北海道函館市 - 北海道札幌市）が一級国道5号となった。
- 1965年（昭和40年）4月1日 - 道路法改正によって一級・二級の区別がなくなり一般国道5号となった。

### 旧道
- 札幌小樽道路（札樽バイパス、現：札樽自動車道）

1972年札幌オリンピックに合わせて札幌市と小樽市を結ぶ国道5号の有料バイパス道路として計画され、1971年（昭和46年）に開通した。「札樽バイパス」とも呼ばれた。のちに高規格幹線道路への改修を受け、1973年（昭和48年）に高速自動車国道へ格上げされて札樽自動車道（札幌西IC - 小樽IC）となった。
- 北海道道124号宮の沢北一条線

札幌新道開通以前のルート。

## 路線状況
函館市から七飯町の赤松並木のあるあたりの国道5号は、札幌本道を現在もそのまま使用している区間である。この赤松並木の保護と自動車交通量確保の両立を目的に、赤松並木道の東側には並行する自動車専用道路の函館新道が建設され、2002年（平成14年）3月に暫定2車線で全線供用している。

### 別名
- 札幌本道
- 赤松街道
函館市桔梗町から七飯町峠下の旧道区間。「歴史国道」「日本の道100選」に選定されるほか[6]、読売新聞社選定の「新・日本街路樹100景」にも選定されている[7]。函館市桔梗町から七飯町峠下までの旧道には、14.3キロメートル (km) にわたり1200本ほどのアカマツの並木が植えられており、通称赤松並木とよばれる[5]。正式には、1990年（平成2年）に道の日の愛称募集で「赤松街道」と名付けられた。赤松並木は幅員18メートル (m)、2車線（一部、峠下地区は両側4車線）の道路で、歩道およびその外側の道路敷に赤松を配したものとなっている[5]。江戸時代末期の1856年（安政3年）、箱館奉行支配組頭栗本瀬兵衛が故郷の佐渡のアカマツの種を取り寄せ、七重薬草園（後の官園）で育てたのが元になったものである。やがて苗となった後、1873年（明治6年）開拓使の手により札幌本道が完成し、大部分は1877年（明治9年）の明治天皇行幸のおり記念に札幌本道へ移植された[8]。赤松並木のなかでも七飯町字大中山 - 同町字鳴川町の約2 kmの区間が最も良い状態でアカマツが残されているところで、この区間が1986年（昭和61年）度の「日本の道100選」に選定された。100年以上前に植えられた古木は樹形も良く、この並木を代表するものとなっている[8]。
- 大沼国道
- 羊蹄国道
- 小樽中央線
- オロロンライン
- 札樽国道
- 北5条手稲通
- 札幌新道
- 創成川通

### バイパス
- 函館新道
- 森バイパス
- 八雲バイパス
- 長万部バイパス
- 黒松内新道（一般国道自動車専用道路A'路線）
- 蘭越倶知安道路（一般国道自動車専用道路A'路線）
- 倶知安余市道路（一般国道自動車専用道路A'路線）
- 長橋バイパス
- 札幌新道

### 重複区間
- 国道230号（北海道山越郡長万部町国縫・国縫交点 - 山越郡長万部町長万部・旭浜交点）
- 国道276号（北海道虻田郡倶知安町・北4条西1丁目交点 - 岩内郡共和町・国富交点）
- 国道229号（北海道余市郡余市町黒川町・余市駅前交点 - 小樽市・稲穂2-18交点）

### 道路施設

#### 主なトンネル
- 大沼トンネル（上り線 747 m、下り線 670.5 m）
- 湯の崎トンネル（464 m）
- 盤の沢トンネル（75 m）
- 国富トンネル（105 m）
- 島付内トンネル（225 m）
- 稲穂トンネル（1,230 m）
- 畚部トンネル（46 m）
- 新忍路トンネル（1,742 m）
- 新塩谷トンネル（1,063 m）
- 長橋トンネル（1,000 m）
- 砂留トンネル（460 m）
- 平磯トンネル（408 m）
- 新平磯トンネル（505 m）
- 張碓トンネル（633 m）
- 新張碓トンネル（669 m）

新忍路トンネルが2018年（平成30年）3月17日に開通して新道に切替わり、旧道にあった下の2つのトンネルは廃止。
- 忍路トンネル（505 m）（おしょろトンネル、Google マップ）
- 桃内トンネル（370 m）（Google マップ）

新塩谷トンネルが2021年（令和3年）3月20日に開通して新道に切替わり、旧道にあった下の2つのトンネルは廃止。
- 笠岩トンネル（370 m）
- 塩谷トンネル（541 m）

#### 道の駅
- 渡島総合振興局管内
  - なないろ・ななえ（亀田郡七飯町）
  - YOU・遊・もり（茅部郡森町）
- 後志総合振興局管内
  - くろまつない（寿都郡黒松内町）
  - らんこし・ふるさとの丘（磯谷郡蘭越町）
  - ニセコビュープラザ（虻田郡ニセコ町）
  - スペース・アップルよいち（余市郡余市町） ※国道229号経由

## 地理

### 通過する自治体
- 北海道
  - 渡島総合振興局管内
    - 函館市 - 亀田郡七飯町 - 茅部郡森町 - 二海郡八雲町 - 山越郡長万部町

  - 後志総合振興局管内
    - 寿都郡黒松内町 - 磯谷郡蘭越町 - 虻田郡ニセコ町 - 虻田郡倶知安町 - 岩内郡共和町 - 余市郡仁木町 - 余市郡余市町 - 小樽市

  - 石狩振興局管内
    - 札幌市（手稲区 - 西区 - 北区 - 東区 - 中央区）

### 交差する道路

#### 現道
渡島総合振興局
函館市
- 国道278号・国道279号・北海道道675号立待岬函館停車場線：若松町（函館駅前、起点）
- 国道227号・北海道道571号五稜郭公園線：万代町（万代跨線橋交点）
- 北海道道347号赤川函館線：亀田本町（亀田町・亀田本町交点）
- 函館新道：昭和4丁目
- 北海道道100号函館上磯線：桔梗1丁目（桔梗町交点）

亀田郡七飯町
- 北海道道969号大野大中山線：大川1丁目
- 北海道道264号七飯療養所線：本町（七飯駅前交点、七飯町役場入口交点）
- 北海道道676号七飯大野線：本町（七飯町役場入口交点）
- 北海道道96号上磯峠下線：峠下   →   北海道縦貫自動車道七飯IC（事業中）
- 北海道道338号大沼公園線：西大沼
- 北海道道43号大沼公園鹿部線：西大沼

茅部郡森町
- 北海道道43号大沼公園鹿部線：赤井川
- 北海道道149号大沼公園インター線：赤井川（保養基地入口交点） → 道央自動車道大沼公園IC
- 国道278号・北海道道1156号森インター線 : 森川町 → 道央自動車道森IC
- 北海道道794号森停車場線：上台町
- 北海道道606号霞台森停車場線 : 上台町（森町上台交点）
- 北海道道1028号森砂原線：富士見町
- 北海道道778号濁川温泉線 : 本茅部町

二海郡八雲町
- 北海道道67号八雲厚沢部線：落部
- 北海道道1155号落部インター線： 東野  → 道央自動車道落部IC
- 北海道道573号桜野野田生停車場線：野田生
- 北海道道42号八雲北檜山線：内浦町
- 北海道道572号八雲港線：東雲町
- 北海道道202号八雲停車場線：東雲町
- 国道277号：立岩 → 道央自動車道八雲IC
- 北海道道1029号花浦内浦線：花浦

山越郡長万部町
- 国道230号：字国縫 → 道央自動車道国縫IC
- 国道37号：字長万部（旭浜交点）
- 北海道道1141号長万部公園線：字長万部
- 道央自動車道長万部IC：字長万部
- 北海道道842号大峯双葉線：字双葉

後志総合振興局
寿都郡黒松内町
- 北海道道9号寿都黒松内線：歌才
- 北海道道266号大成黒松内停車場線：豊幌（豊幌交点、朱太川橋）
- 北海道道265号熱郛白井川線：白井川
- 北海道道344号白井川豊浦線：白井川
- 黒松内新道黒松内IC：白井川

磯谷郡蘭越町
- 北海道道752号名駒田下線：田下
- 北海道道934号相生蘭越線：相生
- 北海道道267号磯谷蘭越線：大谷
- 北海道道525号蘭越停車場線：蘭越町
- 北海道道229号北尻別蘭越停車場線：蘭越町
- 北海道道207号昆布停車場ニセコ線：昆布町

虻田郡ニセコ町
- 北海道道32号豊浦ニセコ線：西富（昆布交点）
- 北海道道791号峠宮田線：宮田
- 北海道道66号岩内洞爺線：元町
- 北海道道792号ニセコ停車場線 : 有島

虻田郡倶知安町
- 北海道道631号ニセコ高原比羅夫線 : 比羅夫
- 北海道道478号京極倶知安線：高砂
- 北海道道343号蘭越ニセコ倶知安線：南11条西1丁目（南11西1・南11東1交点）
- 北海道道58号倶知安ニセコ線：南3条西1丁目（南3西1・南4東1交点） →   倶知安余市道路倶知安IC（事業中）
- 北海道道271号倶知安停車場線：北1条西1丁目（北1西1・南1東1交点）
- 国道276号：北4条西1丁目（北3西1・北4東1交点）

岩内郡共和町
- 北海道道604号老古美小沢停車場線：ワイス、小沢（小沢駅前交点）
- 倶知安余市道路共和IC（事業中） : 国富
- 国道276号：国富
- 北海道道1178号泊共和線 : 国富
- 北海道道1182号共和北インター線 : 国富

余市郡仁木町
- 北海道道1022号仁木赤井川線 : 大江3丁目
- 倶知安余市道路仁木南IC（事業中） : 大江
- 北海道道455号仁木停車場線：北町2丁目

余市郡余市町
- 北海道道36号余市赤井川線：黒川町
- 北海道道755号然別余市線：黒川町9丁目
- 北海道道753号登余市停車場線 : 黒川町8丁目    → 倶知安余市道路（事業中）・後志自動車道余市IC
- 国道229号：黒川町3丁目（余市駅前交点）
- 北海道道228号豊丘余市停車場線：黒川町3丁目（余市駅前交点）、大川町3丁目
- 北海道道1092号栄町温泉線：栄町

小樽市
- 北海道道956号小樽環状線：塩谷1丁目
- 北海道道820号小樽港稲穂線：稲穂5丁目
- 北海道道454号小樽海岸公園線 : 稲穂3丁目
- 北海道道697号天神南小樽停車場線：稲穂2丁目（稲穂2-18交点）
- 国道393号・北海道道697号天神南小樽停車場線：奥沢1丁目（奥沢十字街交点）
- 札樽自動車道小樽IC：若竹町（若竹交差点）
- 北海道道17号小樽港線：若竹町（若竹交差点）
- 北海道道1号小樽定山渓線：朝里3丁目（朝里3-5・新光1-8交点） → 札樽自動車道朝里IC
- 北海道道225号小樽石狩線：桂岡町（桂岡交点）
- 北海道道147号銭函インター線 : 銭函2丁目（銭函交点） → 札樽自動車道銭函IC
- 北海道道1126号銭函停車場線 : 見晴町
- 国道337号道央圏連絡道路 : 銭函3丁目

石狩振興局
札幌市
- 北海道道44号石狩手稲線：手稲区手稲本町2条2丁目（手稲本町2-2交点）
- 札幌市道手稲山麓通：手稲区富丘2条7丁目 → 札樽自動車道手稲IC
- 北海道道128号札幌北広島環状線：西区宮の沢1条5丁目
- 札樽自動車道札幌西IC：西区宮の沢1条3丁目（宮の沢1-2・宮の沢1-3交点）
- 北海道道124号宮の沢北一条線：西区宮の沢1条3丁目（宮の沢1-2・宮の沢1-3交点）
- 北海道道452号下手稲札幌線：西区発寒12条1丁目（発寒12-1・発寒13-2交点）
- 北海道道125号前田新川線：西区八軒10条西11丁目（八軒10西10・八軒10西11交点）、北区新川2条7丁目（新川2-7・新川2-8交点）
- 札樽自動車道新川IC：北区新川2条7丁目
- 北海道道277号琴似停車場新琴似線 : 北区新琴似1条1丁目
- 札樽自動車道札幌北(第二)IC：北区北33条西6丁目
- 国道231号・国道274号：北区北34条西2丁目・東区北34条東1丁目（北34西2・北33東1交点）
- 北海道道89号札幌環状線：北区北24条西2丁目・東区北24条東1丁目（北24西2・北24東1交点）
- 北海道道273号花畔札幌線：北区北8条西1丁目・東区北8条東1丁目（北8西1・北7東1交点）
- 国道12号：中央区北1条東1丁目（北1西1・大通東1、終点）

#### 函館新道
渡島総合振興局
函館市
- 北海道道100号函館上磯線：昭和3丁目
- 函館江差自動車道・函館新道・函館新外環状道路函館IC：桔梗町

亀田郡七飯町
- 北海道道969号大野大中山線：大川 → 函館新道七飯大川IC
- 北海道道264号七飯療養所線：桜町 → 函館新道七飯本町IC
- 函館新道七飯藤城IC：藤城

### 主な峠
- 後志総合振興局
  - 目名峠（標高214 m、寿都郡黒松内町 - 磯谷郡蘭越町）
  - 倶知安峠（標高250 m、虻田郡倶知安町 - 岩内郡共和町）
  - 稲穂峠（標高266 m、岩内郡共和町 - 余市郡仁木町）